# Jogos Pan-Africanos de 2023
Os XIII Jogos Pan-Africanos foram realizados em Gana entre 8 e 23 de março de 2024. Esta é a segunda vez na história que os jogos serão descentralizados, já que três cidades do país sediarão o evento, em um processo que começou na edição anterior realizada em Marrocos. As três cidades escolhidas para essas funções são Acra, Kumasi e Cape Coast.

## Escolha da sede
- Acra, Gana[6][7] (eleita)
- Abuja, Nigéria[7]
- Uagadugu, Burquina Fasso[7]

Gana conquistou os direitos de sediar o evento em outubro de 2018. Em novembro de 2021, Gana assinou um acordo com a União Africana para sediar o evento.

## Locais
| Local                         | Eventos                                                  | Capacidade | Status     |
| ----------------------------- | -------------------------------------------------------- | ---------- | ---------- |
| Accra Sports Stadium          | Cerimônia de Abertura e Encerramento                     | 40.000     | Existente  |
| Accra Sports Stadium          | Futebol ()                                               | 40.000     | Existente  |
| Borteyman Sports Complex      | Aquáticos ()                                             | 500        | Construção |
| Borteyman Sports Complex      | Handebol () · Judô () · Caratê () · Taekwondo ()         | 500        | Construção |
| Borteyman Sports Complex      | Badminton () · Boxe () · Voleibol () · Halterofilismo () | 1.000      | Construção |
| Borteyman Sports Complex      | Tênis ()                                                 | 1.000      | Construção |
| Theodosia Okoh Hockey Stadium | Hóquei em campo ()                                       |            | Existente  |
| Achimota Oval                 | Críquete () · Squash ()                                  |            | Existente  |
| University of Ghana Stadium   | Atletismo () · Rugby sevens ()                           |            | Renovação  |

## Marca
O mascote, o logotipo e o site do evento foram revelados em dezembro de 2021.

## Nações participantes
| Comitês Olímpicos Nacionais participantes |
| --- |
| - ALG Argélia (222) - ANG Angola (110) - BEN Benim (109) - BOT Botsuana (65) - BUR Burquina Fasso (129) - BDI Burundi (24) - CMR Camarões (65) - CAF República Centro-Africana (25) - CHA Chade (29) - CGO Congo (77) - COM Comores (10) - CIV Costa do Marfim (50) - DJI Djibuti (13) - COD República Democrática do Congo (137) - EGY Egito (284) - GEQ Guiné Equatorial (33) - ERI Eritreia (33) - SWZ Essuatíni (13) - ETH Etiópia (161) - GAB Gabão (36) - GAM Gâmbia (68) - GHA Gana (414) (Sede) - GUI Guiné (20) - GBS Guiné-Bissau (5) - KEN Quênia (219) - LES Lesoto (9) - LBR Libéria (20) - LBA Líbia (14) - MAD Madagascar (65) - MAW Malawi (10) - MLI Mali (84) - MTN Mauritânia (10) - MRI Maurício (77) - MAR Marrocos (81) - MOZ Moçambique (32) - NAM Namíbia (89) - NIG Níger (28) - NGR Nigéria (437) - RWA Ruanda (44) - STP São Tomé e Príncipe (7) - SEN Senegal (104) - SEY Seicheles (48) - SLE Serra Leoa (48) - SOM Somália (1) - RSA África do Sul (189) - SSD Sudão do Sul (29) - SUD Sudão (7) - TAN Tanzânia (77) - TOG Togo (62) - TUN Tunísia (136) - UGA Uganda (217) - ZAM Zâmbia (73) - ZIM Zimbabwe (89) |

## Jogos Parapan-Africanos de 2023
Em janeiro de 2022, o presidente do Comitê Paralímpico Internacional, Andrew Parsons, visitou Gana em apoio aos Jogos Parapan-Africanos de 2023, que também serão realizados em Gana.